# Pan świata
Pan świata (fr. Maître du Monde, 1904) – jednotomowa powieść Juliusza Verne’a z cyklu Niezwykłe podróże złożona z 18 rozdziałów. Jest to kontynuacja powieści Robur Zdobywca.
Pierwszy polski przekład, autora ukrywającego się pod inicjałami M. P., pt. Król przestrzeni, pojawił się (w odcinkach drukowanych w magazynie Wieczory Rodzinne) w 1905; a w postaci książkowej wydano go w 1909. Drugi pt.  Pan Świata, autorstwa Bożeny Sęk, pochodzi z roku 1988 (wydany w jednym tomie z „Roburem Zdobywcą”.